# گرهارد فیشر
گرهارد فیشر (انگلیسی: Gerhard Fischer; ۱۲ ژوئیهٔ ۱۸۹۰ – ۱۰ سپتامبر ۱۹۷۷) معمار، و باستان‌شناس اهل نروژ بود.